# Holmsjö
Holmsjö est une localité de Suède dans la commune de Karlskrona, dans le comté de Blekinge. En 2010, 334 personnes y vivent.